# كيني كار
كيني كار (بالإنجليزية: Kenny Carr)‏ مواليد 15 أغسطس 1955 في واشنطن العاصمة، هو لاعب كرة سلة أمريكي سابق بدأ مسيرته الاحترافية في سنة 1977 ويحمل الرقم 2, 7, 32, 34. يبلغ طوله 6 قدم 7 بوصة (2.0 م). اعتزل اللعب في 1987.

## فرق لعب لها
- لوس أنجلوس ليكرز
- كليفلاند كافالييرز
- ديترويت بيستونز
- بورتلاند ترايل بلايزرز

## الميداليات
| الميدالية | المسابقة                       |
| --------- | ------------------------------ |
| ذهبية     | الألعاب الأولمبية الصيفية 1976 |

## روابط خارجية
- كيني كار على موقع الاتحاد الدولي لكرة السلة (الإنجليزية)
- كيني كار على موقع إن بي أي (الإنجليزية)
- كيني كار على موقع سبورتس رفرنس (الإنجليزية)
- كيني كار على موقع كلية كرة السلة في سبورتس رفرنس.كوم (الإنجليزية)
- كيني كار على موقع ريلجم (الإنجليزية)
- كيني كار على موقع بروبوليرز (الإنجليزية)
- كيني كار على موقع سبورتس رفرنس (الإنجليزية)
- كيني كار على موقع أوليمبيديا (الإنجليزية)